# Nicaise Fagnon
Nicaise Fagnon de son vrai nom Nicaise Kòshàmí Fagnon est un homme politique béninois né à Dassa-Zoumè. Il est le maire de sa commune de naissance qui est une ville située au centre-Sud du Bénin dans le département des Collines depuis 2015 et est reconduit à son poste lors des élections municipales de 2020 sur la liste du parti Union progressiste.

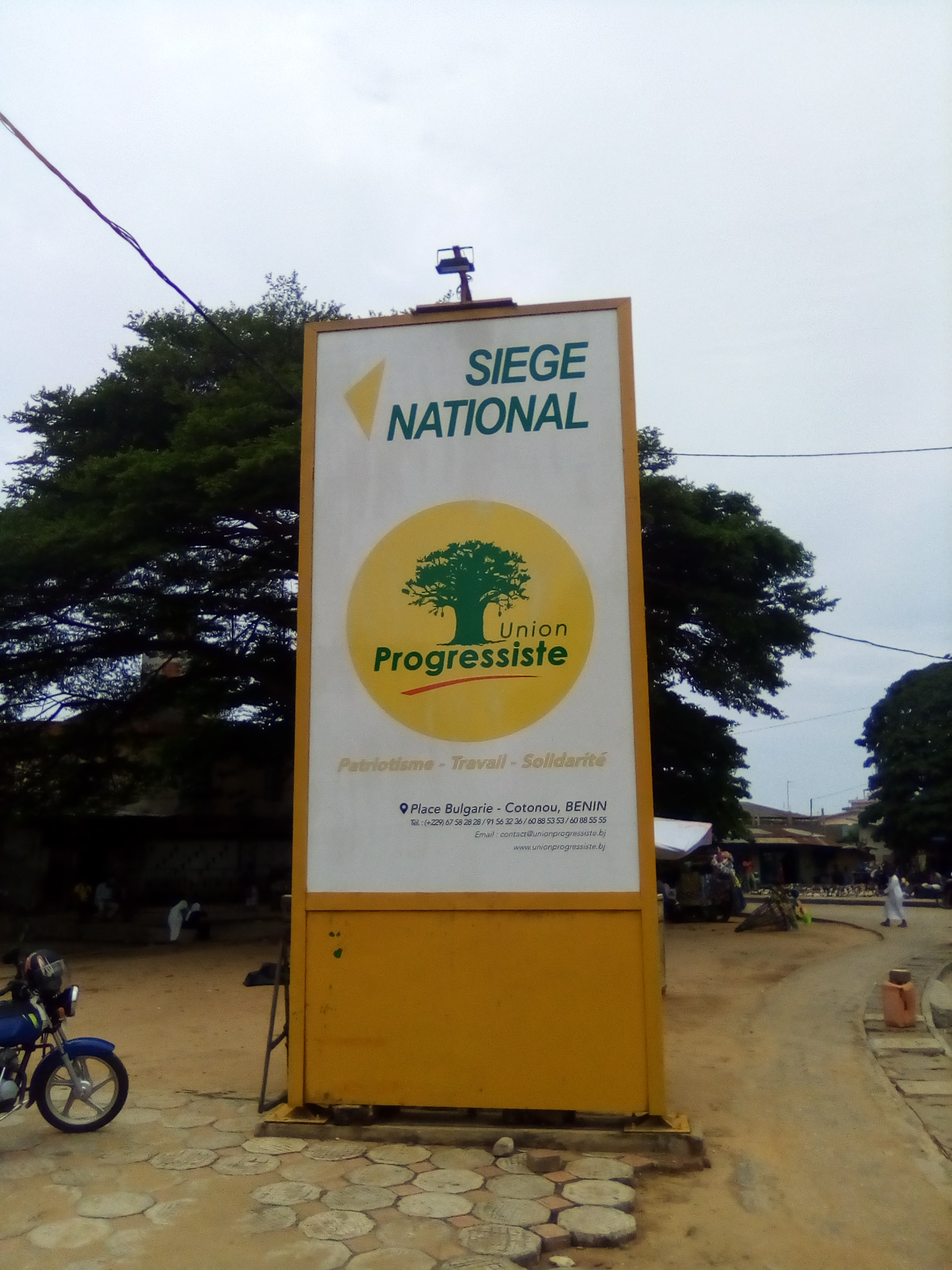
Panneau au siège national de l'union progressiste au Bénin

## Biographie
Nicaise Fagnon est analyste financier. Il est titulaire d'un diplôme d’études supérieures bancaires et financières de l’institut technique de banque du conservatoire national des arts et métiers à Paris en 1997. En 1988, il obtient un diplôme de l’institut national d’économie, option Gestion des banques  avec un mémoire soutenu en 1988 dont le titre est : la politique de promotion des petites et Moyennes Entreprises dans une banque, cas de l’ex-Banque Béninoise pour le Développement,,,.

## Carrière
Avant d'être élu maire de la commune de Dassa-Zoumè pour la première fois en 2015, Nicaise Fagnon est de 2006 à 2008 le directeur général de la société nationale pour la promotion agricole (Sonapra). De  2011 à mai 2015,  il est député de la 6e législature du Bénin. Mais avant cela, il est ministre des travaux publics et des transports de Boni Yayi. Lors des élections municipales de 2020 il rempile pour un nouveau mandat à la tête de la commune de Dassa-Zoumè,,.

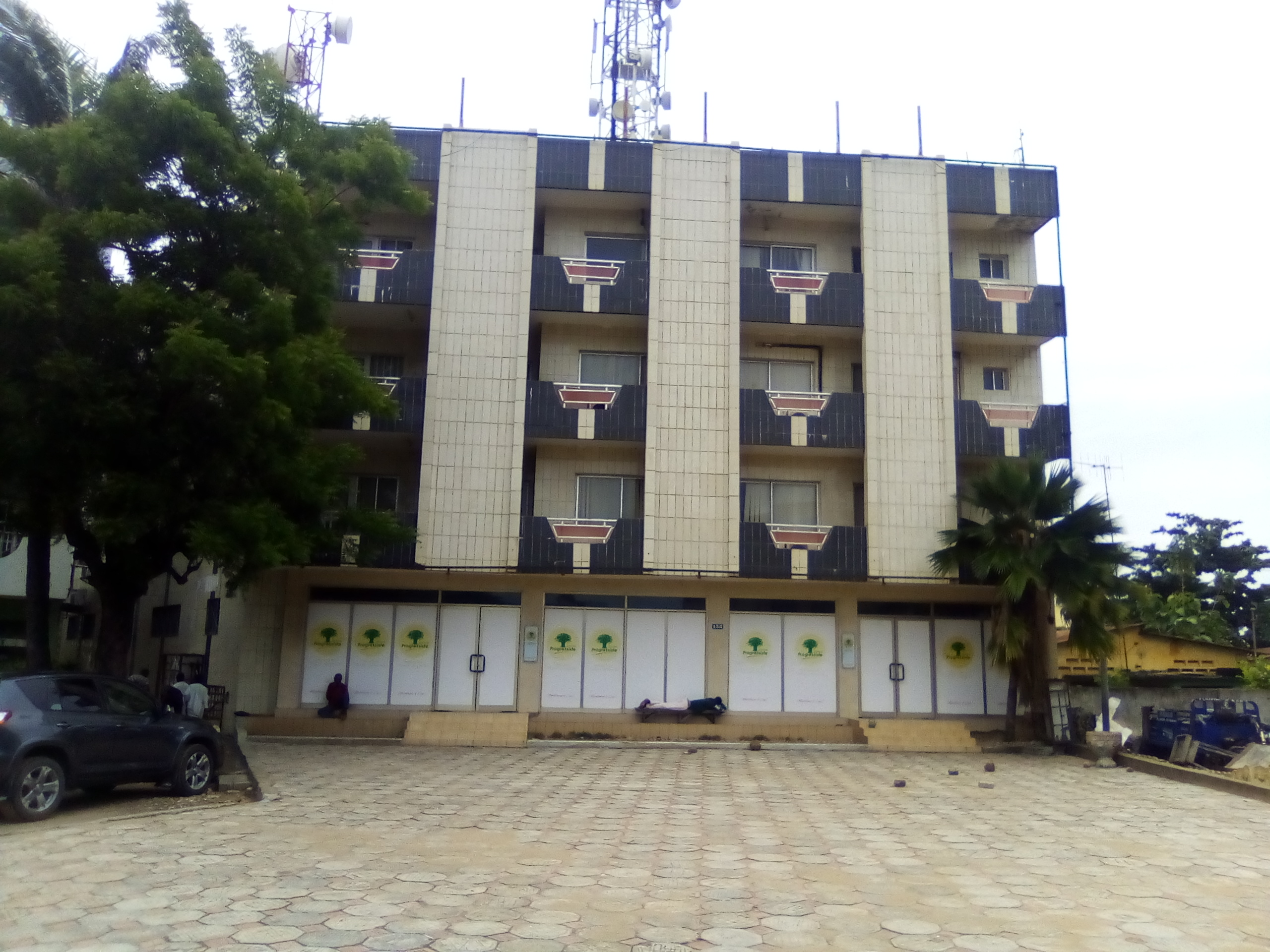
Siège national de l'union progressiste au Bénin